# Kąt graniczny
Kąt graniczny – maksymalny kąt, pod jakim promień świetlny może padać na granicę ośrodków ulegając przy tym załamaniu. Występuje tylko w sytuacji, gdy światło rozchodzące się w ośrodku o współczynniku załamania {\displaystyle n_{1}} pada na granicę z ośrodkiem o współczynniku załamania {\displaystyle n_{2},} takim że {\displaystyle n_{2}<n_{1}.}
Przy wzroście kąta padania promienia powyżej wartości kąta granicznego, promień nie załamuje się i pojawia się efekt całkowitego wewnętrznego odbicia.
Wartość kąta granicznego można obliczyć ze wzoru Snelliusa, podstawiając za kąt załamania 90°:
{\displaystyle {\frac {\,\sin \varphi _{gr}\,}{\sin 90^{\circ }}}={\frac {\,n_{2}\,}{n_{1}}},}
a zatem:
{\displaystyle \varphi _{gr}=\arcsin \left({\frac {\,n_{2}\,}{n_{1}}}\right),}
gdzie {\displaystyle n_{2}} jest współczynnikiem załamania ośrodka, od którego światło się odbija.